# Svjetsko prvenstvo u rukometu – Švedska 1993.
Svjetsko prvenstvo u rukometu 1993. održano je od 10. do 20. veljače u Švedskoj. 
Svjetski prvaci su postali Rusi koji su u finalu bili bolji od Francuza. Rusima je ovo, kao samostalnoj državi, prvi nastup na SP i odmah su došli do zlata. 
Igrali su u sastavu: Andrej Lavrov, Dmitrij Torgovanov, Igor Vasiljev, Pavel Sukusian, Dmitrij Karlov, Vjačeslav Atavin, Andrej Francusov, Oleg Grebnjev, Andrej Antonevič, Vjačeslav Gorpišin, Valerij Gopin, Oleg Sapronov, Vasilij Kudinov, Oleg Kiseljev, Talant Dujšebajev, Dmitrij Filipov. Trener: Vladimir Maksimov.

## Prva faza natjecanja

### Grupa A
- Češka i Slovačka - Egipat 20:21 (11:13)
- Španjolska - Austrija 22:15 (9:7)
- Austrija - Češka i Slovačka 20:22 (8:12)
- Egipat - Španjolska 14:17 (9:8)
- Austrija - Egipat 26:23 (14:9)
- Španjolska - Češka i Slovačka 19:19 (12:10)

1. Španjolska 5
2. Češka i Slovačka 3
3. Egipat 2 (-5)
4. Austrija 2 (-6)

### Grupa B
- Francuska - Švicarska 24:26 (10:8)
- Rumunjska - Norveška 15:15 (6:9)
- Švicarska - Rumunjska 18:19 (7:10)
- Norveška - Francuska 20:21 (11:10)
- Norveška - Švicarska 16:21 (9:10)
- Rumunjska - Francuska 22:23 (10:9)

1. Švicarska 4 (+6)
2. Francuska 4 (+0)
3. Rumunjska 3
4. Norveška 1

### Grupa C
- Švedska - Island 21:16 (9:9)
- Mađarska - SAD 33:18 (16:8)
- Island - Mađarska 25:21 (11:8)
- SAD - Švedska 16:32 (9:13)
- Island - SAD 34:19 (14:7)
- Švedska - Mađarska 20:19 (12:9)

1. Švedska 6
2. Island 4
3. Mađarska 2
4. SAD 0

### Grupa D
- Rusija - Koreja 33:18 (17:6)
- Njemačka - Danska 20:20 (10:11)
- Koreja - Njemačka 25:28 (11:16)
- Danska - Rusija 18:26 (10:13)
- Koreja - Danska 16:16 (10:9)
- Rusija - Njemačka 19:19 (5:10)

1. Rusija 5
2. Njemačka 4
3. Danska 2
4. Koreja 1

## Druga faza natjecanja

### Grupa 1
- Egipat - Švicarska 23:26 (9:12)
- Španjolska - Rumunjska 20:16 (11:7)
- Češka i Slovačka - Francuska 18:26 (7:13)
- Rumunjska - Egipat 27:26 (14:8)
- Švicarska - Češka i Slovačka 23:24 (13:10)
- Francuska - Španjolska 23:21 (9:12)
- Egipat - Francuska 16:19 (7:11)
- Češka i Slovačka - Rumunjska 23:21 (11:12)
- Španjolska - Švicarska 28:29 (10:16)

1. Francuska 8
2. Švicarska 6
3. Španjolska 5 (+4)
4. Češka i Slovačka 5 (-6)
5. Rumunjska 4
6. Egipat 2

### Grupa 2
- Mađarska - Rusija 22:29 (10:15)
- Island - Njemačka 16:23 (5:10)
- Švedska - Danska 23:20 (13:9)
- Danska - Mađarska 22:21 (11:12)
- Rusija - Island 27:19 (12:9)
- Njemačka - Švedska 16:24 (7:9)
- Mađarska - Njemačka 21:22 (7:12)
- Island - Danska 27:22 (13:7)
- Švedska - Rusija 20:30 (8:11)

1. Rusija 9
2. Švedska 8
3. Njemačka 6
4. Island 4
5. Danska 3
6. Mađarska 0

### Utakmice za poredak od 13. do 16. mjesta
- Austrija - SAD 31:19 (14:12)
- Austrija - Norveška 23:23 (12:13)
- SAD - Norveška 15:41 (6:22)
- Koreja - Austrija 29:32 (17:13)
- Norveška - Koreja 30:28 (11:13)
- SAD - Koreja 28:35 (16:18)

1. Norveška 5 (+28)
2. Austrija 5 (+15)
3. Koreja 2
4. SAD 0

### Finalne utakmice
- Za 11. mjesto
  - Egipat - Mađarska 25:29 (13:12)
- Za 9. mjesto
  - Rumunjska - Danska 23:27 (13:14)
- Za 7. mjesto
  - Češka i Slovačka - Island 22:21 (8:11)
- Za 5. mjesto
  - Španjolska - Njemačka 29:26 (16:13)
- Za 3. mjesto
  - Švicarska - Švedska 19:16 (16:13)
- Finale
  - Francuska - Rusija 19:28 (11:13)

## Konačni poredak
1. Rusija
2. Francuska
3. Švedska
4. Švicarska
5. Španjolska
6. Njemačka
7. Češka i Slovačka
8. Island
9. Rumunjska
10. Danska
11. Mađarska
12. Egipat
13. Norveška
14. Austrija
15. Koreja
16. SAD

## Najbolji strijelci prvenstva
1. Marc Baumgartner (Švicarska) 41/12

= Kyung-Shin Yoon (Koreja) 41/12

= Jozsef Eles (Mađarska) 41/19

4. Valerij Gopin (Rusija) 39/13

5. Mateo Garralda (Španjolska) 38/3

## Vanjske poveznice
- Statistika IHF-a  Arhivirana inačica izvorne stranice od 15. kolovoza 2012. (Wayback Machine)